# Базифіти
Базифі́ти (від грец. βάση — основа, база та грец. φυτό — рослина) — рослини, які надають перевагу ґрунтам і водам з лужною реакцією, тобто з рН понад 7. Сюди належать деякі вищі рослини, наприклад, Cyperus laevigatus (рН 9) і кальцефіти.
Базифі́ли (від грец. βάση, φιλέω — основа, база + люблю) — організми, які надають перевагу умовам лужних ґрунтів. Сюди належать, серед інших, уробактерії.
До базифілів належить більшість степових та пустельних рослин. 
Поділяються на дві групи:
Слабкі базифіли — надають перевагу грунтам які мають pH 7,0-8,0. Приклади: люцерна жовта, лядвенець український, бавовник трав'янистий.
Власне базифіли — надають перевагу грунтам які мають pH 8,0-9,0. Приклади: петунія, покісниця, содник солончаковий.  